# Silbergroschen
Il Silbergroschen è stata una valuta utilizzata in Prussia ed in molte altre Confederazioni germaniche situate nella Germania settentrionale durante il XIX secolo. Valevano un trentesimo di un Tallero.
Il primo Silbergroschen è stato istituito dall'Principato Elettorale di Sassonia nel 1475. Questa serie è finita nel anni 1550, ma la moneta è stata reintrodotta in Prussia dal 1821, ed è stata adottata da più di una dozzina di regni, ducati e principati dopo aver cambiato il sistema di valuta prussiano da 12 Pfennig = 1 Silbergroschen, 30 Silbergroschen = 1 Tallero (nome cambiato a Vereinstaler dopo il 1857).

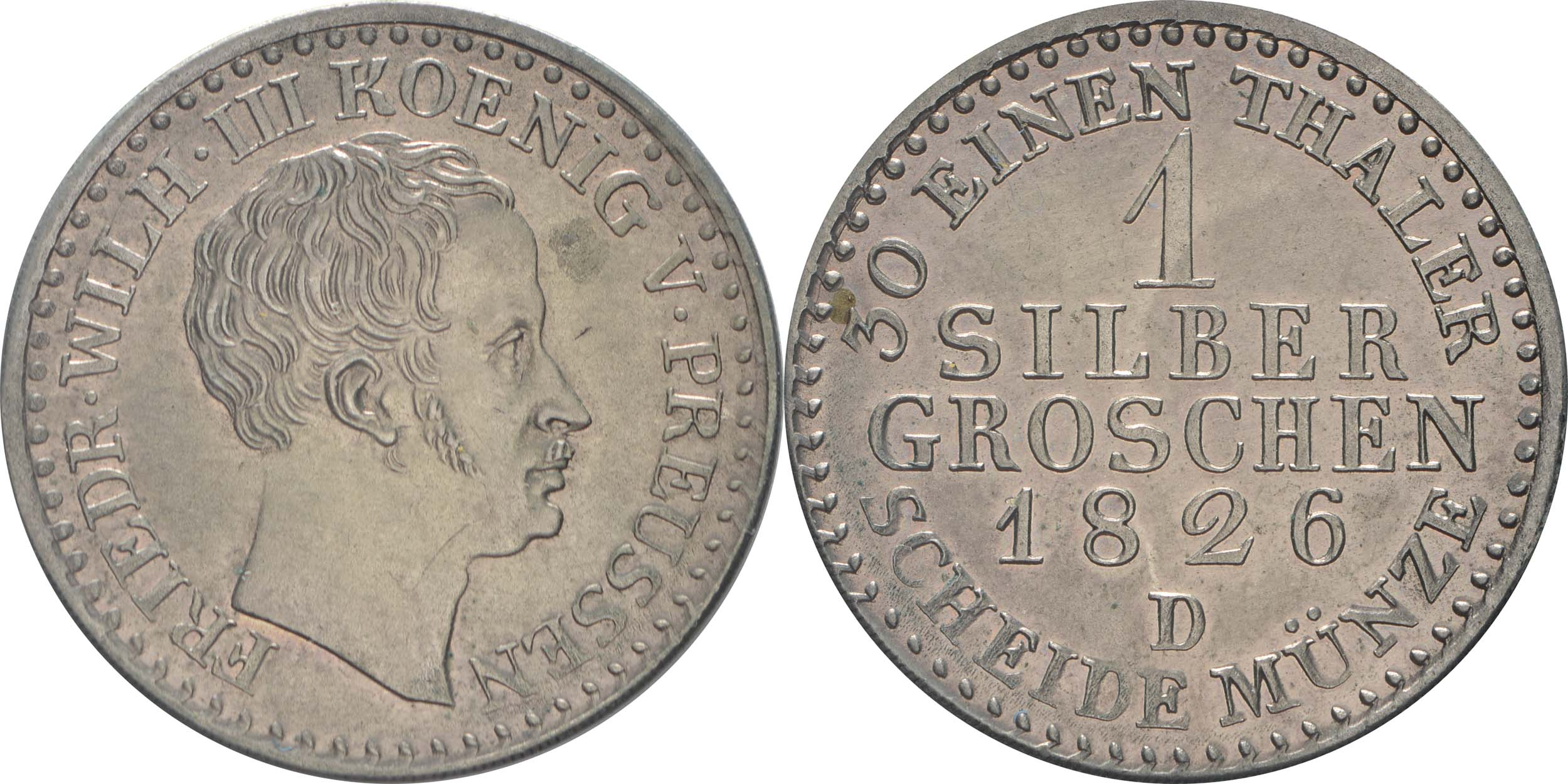
Silbergroschen risalente al 1826.

I Silbergroschen sono stati rimpiazzati dai pezzi da 10 Pfennig dopo l'unificazione dell'Impero tedesco nel 1871.